# Pseudalpheopsis guana
Pseudalpheopsis guana is een garnalensoort uit de familie van de Alpheidae. De wetenschappelijke naam van de soort is voor het eerst geldig gepubliceerd in 2007 door Anker.